# Lev Berinski

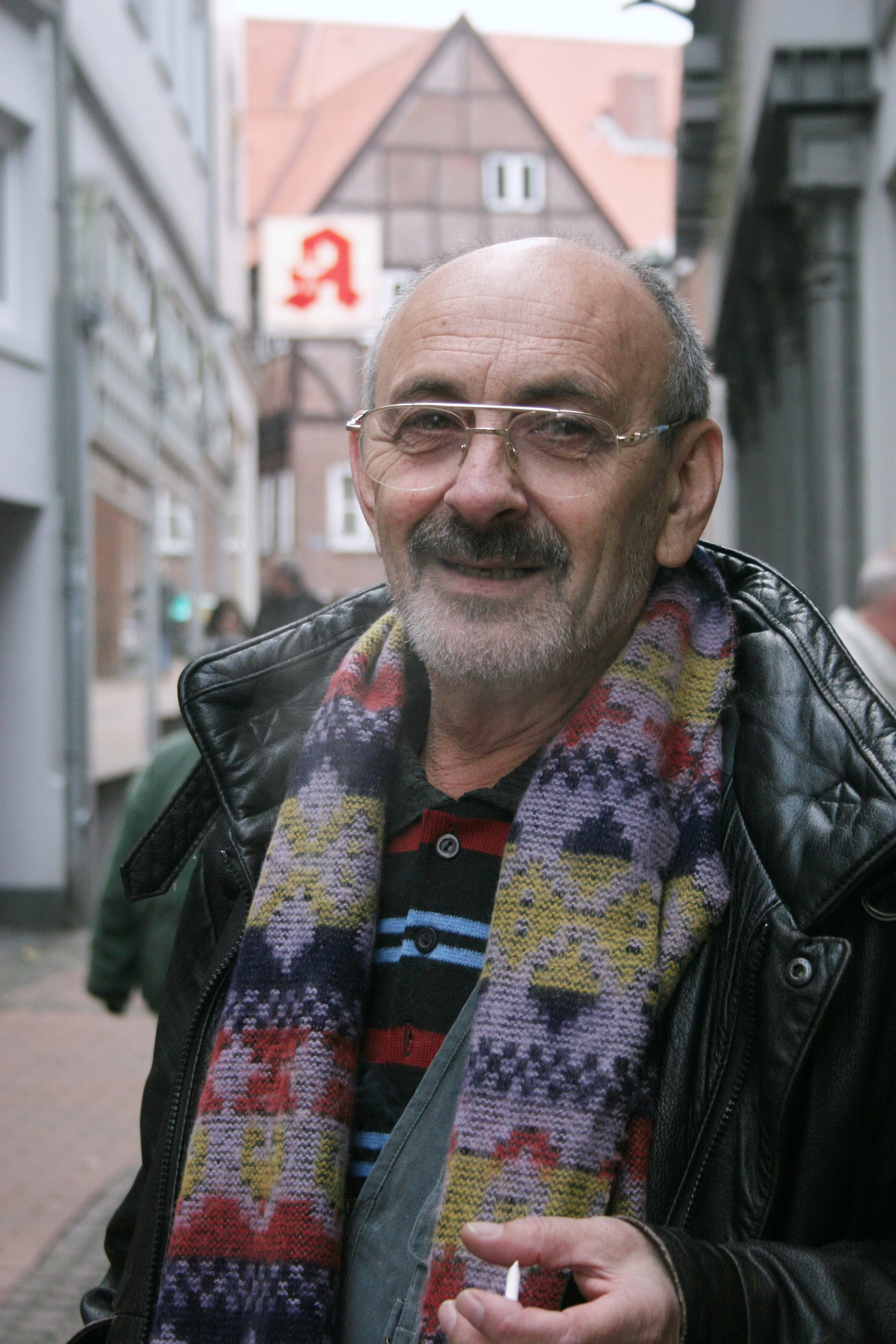
Lev Berinski in Rendsburg, 2008

Lev Berinski (jidd. לעװ בערינסקי, auch Lew Samuilowitsch Berinski, russisch Лев Самуилович Беринский; * 6. April 1939 in Căușeni, Rumänien, heute Moldawien) ist ein in Jiddisch und Russisch schreibender Schriftsteller und Übersetzer.

## Leben
Berinski wurde in Bessarabien, in Căușeni (jetzt Zentrum des Rajon Căușeni in Moldawien) geboren. Sein Vater Schmuel Berinski war Schneider. Seine Mutter wurde als Ruchl Srulewna Fiks geboren. Berinski ist mit Marina Berinskaja verheiratet. Während des Zweiten Weltkriegs wurde er nach Tadschikistan und in den Ural nach Slatoust evakuiert. Nach ihrer Rückkehr nach Moldawien lebte die Familie einige Zeit in Neu-Căușeni. Danach zog sie nach Tabakeria im Bezirk Chișinău (Kischinau) um. Hier fand Berinski bald Zugang zu literarischen Kreisen. Er freundete sich mit dem angehenden Filmregisseur Valeriu Gagiu an, später mit Alexander Gelman und Alexander Brodski. Im Jahr 1952 beziehungsweise 1953 debütierte er mit einem Gedicht in Russisch in der Kischinauer Zeitung Junger Leninist.
Ab 1954 lebte Berinski in Stalino. Nach einer Ausbildung (1957–1959) im Stalin-Technikum als Mitarbeiter im Kulturbereich war er als Akkordeonist und Musiklehrer tätig. Er schloss sich einer Gruppe lokaler Dichter an, war eng befreundet mit dem ukrainischen Dichter Wassyl Stus und publizierte in der Zeitung Komsolez Donbassa. Berinski lebte und arbeitete von 1960 bis 1961 in Moldawien. Danach kehrte er wieder zurück nach Donezk. Von 1963 bis 1968 studierte er am Smolensker Pädagogischen Institut an der Fakultät für Fremdsprachen (deutsche Sprache und Literatur). Von 1965 bis 1970 studierte er literarische Übersetzung im Maxim-Gorki-Literaturinstitut. Von 1970 bis 1974 unterrichtete er Deutsch am Moskauer Gewerkschaftlich-Technischen Institut.
Berinski debütierte mit Gedichten in Jiddisch in der Moskauer Zeitschrift Sovetish heymland („Sowjetische Heimat“) und veröffentlichte darin kontinuierlich Beiträge. Von 1981 bis 1983 war er Mitglied der ersten Gruppe für jiddische Sprache und Literatur. Gemeinsam mit den Dichtern Boris Sandler, Moische Pens, Welwl Tschernin und Alexander Brodski nahm er an Kursen für Fortgeschrittene am Gorki-Institut für Literatur teil. Er leitete den Literaturteil in der Moskauer Ausgabe von WESK (Bote der jiddisch-sowjetischen Literatur) und publizierte regelmäßig unter dem Pseudonym I. Ditew in der Kischinower Zeitung Undser Kol (Unsere Stimme).
Seit 1991 lebt er in Israel und ließ sich 1992 in Akko nieder. Er ist einer der Gründer der Literaturzeitschrift Naje Wegn (Neue Wege, erschienen von 1992 bis 2003). Des Weiteren war er Vorsitzender des israelischen Verbandes der jiddisch schreibenden Schriftsteller und Journalisten (1998–2001). Er ist Mitglied des P.E.N. Für sein jiddisches Œuvre wurde er mit dem Itzik-Manger-Preis (1997), dem höchsten Preis für Jiddische Literatur, geehrt. Außerdem ist er Laureat des Sara-Gorbi-Preises (1993) und des Dowid-Hofstejn-Preises (1997).
Lew Berinskis Bruder war der bekannte russische Komponist Sergei Berinski. Seine Schwester Sima Samuilow ist Cellistin und Musikpädagogin.

## Werke
Die erste Gedichtsammlung in Jiddisch „Дэр Зуникер Вэлтбой“ (Der Suniker Weltboj) erschien 1988 im Moskauer Verlag „Sowjetischer Schriftsteller“. Seitdem erschienen in Israel drei Sammlungen in Jiddisch, von denen zwei zweisprachig sind (jiddisch-englisch, jiddisch-russisch). Zwei andere Gedichtbände erschienen in Russisch (einer davon unter dem Pseudonym Mawrogenij Pusch). In seinem Schaffen auf Jiddisch tendiert Berinski zum Modernen mit freien hexametrischen Versen, mit intertextueller Anreicherung bei freiem Gebrauch wissenschaftlicher Terminologie und südlicher (bessarabischer) Mundart.
Erstmals wurden die jiddischen Gedichte von Alexej Partschchikov (geborener Reidermann) ins Russische übersetzt. Berinskis Gedicht Rendsburger Mikwe und die Sammlung Experimente mit Weltelementen erschienen als Übersetzung ins Deutsche 1994 und 1999. Die russischen Gedichte Berinskis wurden in Anthologien russischsprachiger Dichtung in Israel und der Ukraine aufgenommen. Jakob Besser und Ascher Gall übersetzten Berinskis Gedichte ins Ivrit; Grigore Chadshiu und Mirtcea Dinescu ins Rumänische; Vivien Edens und Dalja Rosenfeld ins Englische; Charles Dobshinskij und Batja Baum ins Französische. Neben seinem dichterischen Werk veröffentlichte Berinski regelmäßig Essays und Aufsätze im Forverts (New York), im Almanach Naje Wegn („Neue Wege“, Tel-Aviv) und in einigen anderen Ausgaben in Jiddisch. In der Publizistik verwendet er häufig exotische Pseudonyme (Mawrogenij Pusch, I. Gitev, Edit Nach, A. Sacharenkov und andere).
Die Gedichte Lev Berinskis wurden vertont von der moldauischen Komponistin Zlata Tkatsch und durch seinen Bruder Sergei Berininski, darunter Летучий пар und Откровение.

### Bücher auf Jiddisch
- דער זוניקער װעלטבױ (дэр зуникер вэлтбой — Der Suniker Weltboj) — Sowjetischer Schriftsteller, Moskau 1988.
- Rendsburger Mikwe: Poem, aus dem Jiddischen von Manfred Kauke, zweisprachige Ausgabe: Jiddisch (in hebräischen Buchstaben und Lateinisch transliteriert) und Deutsch, Rendsburger Jüdisches Museum, 1994.
- Calystegia Sepium: ליבע לידער (либэ лидэр — Verse über die Liebe), Jiddisch und in Russisch, Übersetzung vom Autor, Dorgraf: Tel-Aviv, 1995.
- פֿישפֿאַנג אין װענעציִע (Fischfang in Wenezje), Ch. Lewik-Farlag: Tel-Avivi, 1996.
- לופֿטבלומען (Luftblumen), Jiddisch und Englisch, J. L. Perez-Verlag: Tel-Aviv, 2001

### Bücher auf Russisch und Deutsch
- Hunde auf den Straßen. Moria, Tel-Aviv 1929
- Tod der Windmühle (Sonette). Matwej Tschorny Bibliothek, Tel-Aviv 1996.
- Experimente mit Weltelementen. Gedichte, Poeme und Prosa, Deutsch, Vorwort und Übersetzung von Andrej Jendrusch. Edition DODO, Berlin 1999.
- Jiddische Texte. Weitere Autoren: Michael Felsenbaum, Genadi Estrajch. Mit einer Einführung zur Jiddischen Literatur von Astrid Starck, Deutsch, Redaktion Astrid Starck, Universite de Haute Alsace, Solothurner Literaturtage, Solothurn 2002.
- Seminar jiddischer Lyrik, Schüler übersetzen Gedichte von Lev Berinski ins Deutsche.[2] 2. Auflage, Die Falken: Hannover, 2004.
- На путях вавилонских: Auf babylonischen Wegen: Ausgewählte Gedichte und Poeme, aus dem Jiddischen ins Russische übersetzt. Bibliothek Дикого поля. Stützpunkt, Donezk 2009.
- На стропилах эйнсофа (Na Stropilach Ejnsofa, Prosa). Stützpunkt, Donezk 20011.

### Anthologie
טראָט בײַ טראָט: הײַנטצײַטיקע ייִדישע פּאָעזיִע— Step by Step: Contemporary Yiddish Poetry (Schritt für Schritt: Zeitgenössische Jiddische Poesie, zweisprachige Ausgabe in Jiddisch und Englisch). Redaktion Elissa Bemporad und Margherita Pascucci. Reihe Verbarium. Macerata (Italien): Quodlibet, 2009.

### Übersetzungen
Berinski ist Autor zahlreicher Übersetzungen aus dem Deutschen, Rumänischen (Moldauischen), Spanischen, Ivrit, Portugiesischen, Französischen, Jiddischen und anderen Sprachen.
Ins Russische übersetzte Berinski unter anderem die Autoren Marc Chagall, Dora Teitelboim, Isaac Bashevis Singer, Mordechaj Zanin, Mircea Dinescu, Schaul Karmel, Chaim Nachman Bialik (das große Gedicht Stadt des Gemetzels), Schlomo Worsoger, Mottek Grubijan, Aaron Vergelis, Chajm Bejder, Antonio Machado, Omar Laru und Raffael Alberti, Jorge Amado, Alfred Jarry, Marina Soresku, Emilian Bukov, Andrej Lupan, Pawel Bozu, Paul Michni, Dumitru Matcovski, Wassyl Stus, Eduardas Meschelaitis, Rabbiner Moses Rosen, Mihai Eminescu, George Bacovia, W. Theodorescu, Nichita Stănescu und I. Alexander.
Ins Jiddische übersetzte Berinski unter anderem die Autoren Mirtschi Dinesku, Dan Pagis, Jehuda Amichai, Alexei Partschikov, Jewgeni Rein, Wassyl Stus, Rainer Maria Rilke, Sarah Kirsch und Emil Brukner.
Folgende Werke erschienen in der Übersetzung von Lev Berinski (Auswahl):
- Mark Chagall: Engel über den Dächern: Gedichte, Prosa, Artikel, Reden, Briefe. Übersetzung aus dem Jiddischen, Auswahl, Vorwort und Kommentare von Lew Berinski. Verlag Sowremennik, Moskau 1989.
- Mircea Dinescu: Auswahl. Aus dem Rumänischen, «Современная зарубежная лирика» (zeitgenössische ausländische Lyrik). Verlag „Molodaja Gwardija“, Moskau 1989.
- Isaac Bashevis Singer: «Шоша. Рассказы» (Schoha. Erzählungen). Übersetzung aus dem Jiddischen und Nachwort von Lew Berinski. РИК Культура (RIK Kultura), Text, Moskau 1991.
- Dora Teitelboim: «Огненный куст» (Feuerzweig, Gedichte). Aus dem Jiddischen. Tel-Aviv 1992.
- M. Zanin: «По ту сторону времени: рассказы» (Jenseits der Zeit: Erzählungen). Aus dem Jiddischen und Nachwort von Lew Berinski. Progress, Tel-Aviv 1993.
- Schaul Karmel: «Молебен с цветами» (Gebet mit Blumen, Gedichte). Aus dem Rumänischen, Vorwort von E. Bauch. Moria, Tel-Aviv 1993.
- Арн Вергелис, Aaron Vergelis, «סטאַלין און מיכאָעלס» (Stalin und Michoels). Dramatisches Poem mit Vorwort in Russisch und Deutsch. Dreisprachige Ausgabe, Tel-Avivi 2011.